# Leigh Razorbacks
I Leigh Razorbacks sono stati una squadra di football americano di Leigh, in Gran Bretagna. Fondati nel 1985, hanno partecipato alla AAFC. Hanno chiuso nel 1986.